# Anton Drewelwecz
Anton Drewelwecz (* vor 1582; † 15. Oktober 1603) war ein Metallblasinstrumentenmacher in Nürnberg.

## Leben
Geburts- und Sterbeort von Drewelwecz sind unbekannt. Er wirkte um die Wende vom 16. zum 17. Jahrhundert in Nürnberg, wo er Trompeten und Kriegshörner schuf. Er schien es zu einigem Wohlstand gebracht zu haben, denn am Ende seines Lebens besaß er mehrere Häuser.

## Werke
Im Germanischen Nationalmuseum ist eine Barockposaune von Drewelwecz aus dem Jahre 1595 erhalten, die Vorbild für viele Nachbauten wurde.